# Гаролд Тауер
Гаролд Тауер (англ. Harold Tower, 17 липня 1911 — 12 серпня 1994) — американський академічний веслувальник.
Олімпійський чемпіон 1932 року в складі вісімки.